# Szávay Edit
Szávay Edit, névvariáns: Szávay Edith (Újpest, 1920. – Budapest, 1995. augusztus 23.)  magyar grafikus, illusztrátor, tervezőszerkesztő, fotóriporter, Aranytoll-díjas újságíró.

## Életútja
Újpesten született. A Jaschik Álmos Szabadiskolájában kezdett komolyabban rajzzal foglalkozni. Családjával az ellenállási mozgalomban való részvételéért – 100 fogolytársával együtt – előbb a Margit körúti fegyházban, majd Sopronkőhidán raboskodott. Így emlékezett:

„A kőhidai kórházban szigorú őrizet alatt tartottak bennünket, de a szigor egyre enyhült, ahogyan a szovjet hadsereg közeledett. Végül, karácsonyi ajándékképpen, kinyitották a cellákat. Valakinek az az ötlete támadt, hogy rajzoljam le a foglyokat. Az egyik őr vázlatfüzetet és ceruzát hozott Sopronból, és mindenki meg volt győződve arról, hogy ez lesz az utolsó portréja, hiszen az ablakból láttuk a kivégzőosztagot, ahogyan Bajcsy-Zsilinszky Endrét vezette a vesztőhelyre… A rajzoláshoz még a legbecsesebb fogoly, a volt külügyminiszter, az elesett, beteg, öreg Kánya Kálmán cellája is megnyílt… Később a foglyok legtöbbjét kihajtották Ausztria felé.”

 Szávay Edit és szülei enyhébb ítéletben részesültek, s hosszas bujkálás után 1945 tavaszán érkeztek vissza Budapestre. Az albumot megtekintve Szőnyi István festőművész pártfogásába vette a tehetséges lányt. A Magyar Képzőművészeti Főiskola hallgatójaként, 1949-ben diplomázott. Grafikusként legfontosabb műve a Sopronkőhida 1944 című művészeti album, mely az egykori, baloldali ellenálló, Szávay Edit grafikusművész szemével láttatja a sopronkőhidai „magyar királyi országos fegyintézet” rabjainak hétköznapjait. (A Kossuth Kiadó gondozásában 1994-ben jelent meg.) Érdekes tükre hazánk egyik legszömyűbb korszakának. 
Róder Lászlónak, az album lektorának gondolatai: 

„Szávay Editnek még a legreménytelenebb helyzetben is volt annyi lelkiereje, hogy művészi színvonalon érzékeltesse a hírhedt börtön hangulatát.”

Számos gyermekkönyvet illusztrált. A legnépszerűbb és a legtöbb kiadást megért ezek közül Bodó Béla: Brumi-könyvek sorozata (Brumi Mackóvárosban, Brumi az iskolában, Brumi újabb kalandjai, Brumi a Balatonon, Brumi mint detektív). Grafikusként, fotósként több megyei lapban publikált (Petőfi Népe, Békés Megyei Népújság, Heves Megyei Népújság, Néplap, Dolgozók lapja, Somogyi Néplap, Pest Megyei Hírlap).
Fotósként, férjével: Rudnyánszky István újságíróval, műgyűjtővel hosszabb időt töltött Afrikában, Egyiptomban. Gyűjteményük jelentős része: afrikai néprajzi tárgyak – elsősorban üvegfestmények, dísz- és használati tárgyak – a Néprajzi Múzeumba kerültek. Szávay Edit tervezőszerkesztője volt a Nők Lapja című hetilapnak. Itt éveken át, hetente a Gyerekeknek című rovat meséit, verseit illusztrálta. Kedves rajzait a Dörmögő Dömötör kis olvasói is rendszeresen láthatták. Munkássága elismeréseként 1965-ben megkapta a Munka Érdemrend ezüst fokozatát. 1991-ben a MÚOSZ Aranytoll díjában részesült.

## Díjai, elismerései
- Munka Érdemrend ezüst fokozata (1965)
- Aranytoll (1991)

## Publikációi
| - Petőfi Népe - Békés Megyei Népújság - Heves Megyei Népújság | - Néplap - Szolnok Megyei Néplap - Dolgozók Lapja | - Nógrád - Pest Megyei Hírlap | - Somogyi Néplap - Új Szó - Vasárnap (Családi Magazin) |

## Fontosabb műve
- Sopronkőhida 1944 (Szávay Edit 22 grafikája és 18 vázlata) (1994)

## Diafilm
Szávay Edit rajzaival:
- Hol lakik a Tűzkakas? (1982)

## Fontosabb könyvillusztrációi
| - Teknős Péter: Mi leszel pajtás? (1953) - Balázs Anna: Vadmadár (1955) - Molnár Kata: Anyák születnek (1955) - Kipling: Az elefántkölyök (1956) - Elek István: Ünnep az erdőn (1956) - Bodó Béla: Brumi Mackóvárosban (1956) - Szépecske (Mesemondó kiskönyvtár) (1956) - Felix Salten: Bambi (1957) - Gárdonyi Géza: Móka meg a fia (1957) - Pálfalvi Nándor: Májusi eső (1957) | - Vajk Vera: A furfangos Csiga Zsiga (1959) - Bodó Béla: Brumi újabb kalandjai (1959) - Bodó Béla: Brumi az iskolában (1961) - Mézkóstoló – Állatmesék (1961) - Dr. Bencsáth Aladárné: Kisdiák, nagydiák a munkáscsaládban (1961) - Bodó Béla: Brumi a Balatonon (1967) - Bodó Béla: Brumi mint detektív (1970) - Lipták Gábor: A soproni ötvös (1984) - Lipták Gábor: A hajómalom kísértete (1985) |